# Listrognathus armatus
Listrognathus armatus là một loài tò vò trong họ Ichneumonidae.